# El jinete de la divina providencia
El jinete de la divina providencia és una pel·lícula mexicana del 1989, dirigit per Óscar Blancarte i escrit per Sergio Molina i Xavier Robles com una adaptació a l'obra de teatre homònima escrita pel dramaturg Óscar Liera.

## Argumento
La pel·lícula, que és una adaptació d'una de les obres mestres d'Óscar Liera, se situa a la fi del segle xix en una hisenda de Culiacán, Sinaloa.
La història se centra en els suposats miracles de Jesús Malverde, un bandoler i salteador de camins que va néixer a la fi del segle xix, i que els vilatans de Culiacán veneren com un sant. El bisbe i tres sacerdots tracten d'investigar aquest fenomen entrevistant personatges populars i als descendents, amb la qual cosa es va reconstruint la història del sant bandit, a qui se'l coneix com El genet de la Divina Provisió.

## Repartiment
- Bruno Rey - Don Francisco Cañedo
- Martha Navarro - Adela Carrillo
- Sergio Jiménez - Obdulio Pacheco
- Lina Montes - La Facunda
- Carlos East - Hilario
- Abril Campillo - La Cuanina
- Rodolfo Arriaga - El Polidor
- Héctor Monge - Juan Martínez de Castro
- Germán Robles - Padre Javier

## Premios i reconeixements

### Premi Ariel(1989)
| Categoria     | Persona        | Resultat |
| ------------- | -------------- | -------- |
| Millor Actriu | Martha Navarro | Nominada |
| Millor Actor  | Bruno Rey      | Nominat  |

## Estrena i exhibicions
Encara que la pel·lícula es va produir en 1987, va ser exhibida el 13 de maig de 1989 a la Sala Jorge Stahl de la Cineteca Nacional durant l'IX Fòrum Internacional. Més tard va ser exhibida el 17 de setembre de 1989 a la Sala Arcady Boytler de la Cineteca; i també per dues setmanes als cinemes Insurgentes 1 plus, Galerias 2 plus i Tlatelolco plus al setembre de 1991.